# 틴다레오스

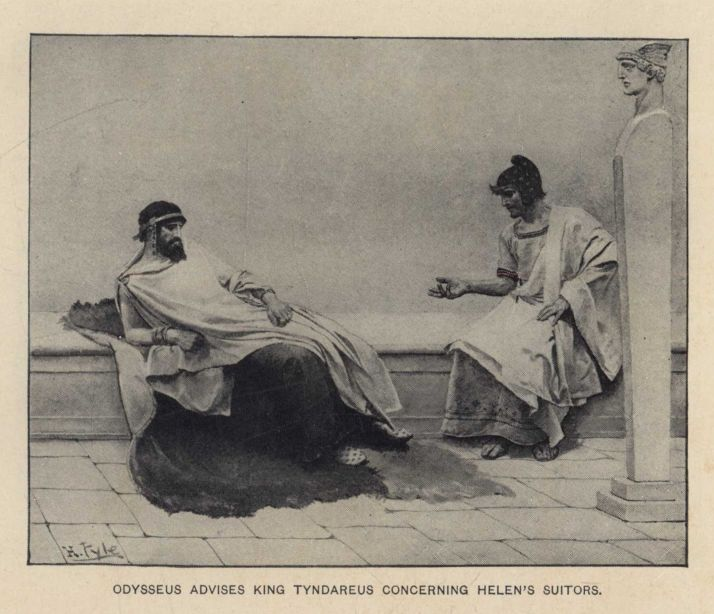

틴다레오스(그리스어: Τυνδάρεως) 또는 튄다레오스는 그리스 신화에서 스파르타의 왕이며 레다의 남편이었다. 헬레네, 카스토르, 폴리데우케스, 클리타임네스트라, 티만드라, 포이베, 필로노에의 아버지였다.
틴다레오스의 아내 레다는 백조로 변한 제우스와 통정했는데 그 결과 두 개의 백조 알을 낳았다. 그 알에서 각각 두 명의 아이가 태어났는데 그 아이가 바로 헬레네, 카스토르, 폴리데우케스, 클리타임네스트라이다. 이들중 누가 제우스의 자식인지, 누가 틴다레오스의 자식인지 또 누가 알에서 태어났는지는 분명하지 않으며 전승에 따라 다르다.
틴다레오스에게는 힙포콘이라는 형제가 있었는데 힙포콘이 틴다레오스를 축출하고 스파르타의 왕이 되었다. 틴다레오스는 헤라클레스의 도움으로 다시 스파르타의 왕위에 오를 수 있었다. 틴다레오스의 또 다른 형제 이카리오스는 오디세우스의 아내가 되는 페넬로페의 아버지가 된다.
티에스테스가 미케네의 권좌에 올라 두 왕자 아가멤논과 메넬라오스를 축출했는데 틴다레오스는 이들을 스파르타로 받아들였다. 틴다레오스는 아가멤논과 자신의 딸 클리타임네스트라를 결혼시켰는데 헬레네는 당시 세계 제일의 절세가인으로 그리스 전역에서 많은 구혼자가 몰려왔다. 이 중에는 큰 아이아스, 디오메데스, 이도메네우스, 오디세우스, 파트로클로스 그리고 메넬라오스가 있었다. (일설에는 아가멤논도 구혼자 중에 하나였다고도 한다.) 이들 모두는 오디세우스만 빼고 엄청난 선물을 싸들고 왔다.
틴다레오스는 이들 중 하나를 사위로 뽑으면 남겨진 구혼자들이 다툴까봐 사위를 뽑는 것을 주저하고 있었다. 그러자 오디세우스가 틴다레오스가 고른 사위가 싸움에 말려들면 구혼자들은 모두 그의 편을 들겠다고 미리 맹세를 하도록 꾀를 냈다. 구혼자들이 맹세를 마치자 틴다레오스는 메넬라오스를 택했다.
틴다레오스가 죽고 왕자인 카스토르와 폴리데우케스도 일찍 죽자 헬레나의 남편 메넬라오스가 스파르타의 왕좌에 올랐다. 에우리피데스의 《오레스테스》에 의하면 트로이 전쟁이 끝나고 나서 메넬라오스가 스파르타로 돌아왔을때도 틴다레오스가 살아있는 것으로 나오지만 다른 전승에는 트로이 전쟁 발발 훨씬 전에 죽은 것으로 나온다.